# Drawing
A Drawing egy 2008-ban Sopronban alakult együttes. A zenében egyaránt megtalálható a hardcore punk, a rap és a thrash metal, a szövegek pedig magyar nyelvűek, ami manapság nem szokványos a hardcore-ban. 2008 óta folyamatosan koncerteznek itthon és a szomszédos országokban (Ausztria,Szlovénia, Horvátország,Szlovákia), 2011-ben felléptek a VOLT Fesztiválon a NYHC mozgalom keresztapáival, a New York-i Agnostic Fronttal, 2014-ben pedig a Hatebreeddel léptek színpadra a Volton. Hat lemez született a 12 év alatt. 2021 februárjában látott napvilágot a banda 6. lemeze: Vol. 6 címmel.

## Tagok
- Nagy Balázs (Bazsi) - ének
- Horváth Krisztián (Krisz) - gitár
- Polgár Benjamin (Beni) - dobok
- Homoródi Ádám (Ádi) - basszusgitár

### Korábbi tag
- Major Szabolcs (Kölyök) - dobok
- Jager Patrik (Jagi) - gitár
- Orosz Ferenc (Fecó)- basszusgitár

## Diszkográfia
- Bennünk él (Maxi, 2008)
- Szemtől szemben (EP, 2009)
- Indul a menet (2011)
- Zene, család, barátok, hardcore (2013)

Zene a föld alól (2013,koncert dvd)
- A mi utunk, 2008-2016 (válogatás, 2016)
- Harcban élve (EP 2018)
- Vol. 6. (2021)

```
* “Embertelen Emberek” (2023)
```